# Vidče
Vidče (německy Witsche) je obec v okrese Vsetín ve Zlínském kraji. Tato obec leží v Chráněné krajinné oblasti Moravskoslezské Beskydy, při levém břehu Rožnovské Bečvy. Nachází se mezi městy Valašské Meziříčí a Rožnov pod Radhoštěm, které je zároveň i obcí s rozšířenou působností, pod níž obec Vidče patří. Žije zde přibližně 1 800 obyvatel.

## Název
Původní podoba názvu byla Videč (v mužském rodě) a byla odvozena od osobního jména Videk nebo Videc, což byly domácké podoby některého jména obsahujícího -vid- (Vidhost, Dobrovid, Závid, Vidim apod.). Původní význam tedy byl "Vidkův/Vidcův majetek". Z nepřímých pádů (Vidča, Vidču, Vidčem) vznikl nový první pád Vidč (zapsáno 1507, jako Vič 1411) a Vidče, k novým tvarům se připojila i změna jmenného rodu (na ženský a střední).

## Historie
Vidče bylo známo už od roku 1310 za Bohuslava z Krásna. Patří tedy s obcí Zubří a městem Rožnovem k nejstarším sídlům na Rožnovsku. Majetníky byli vždy rožnovští páni.
Je pozoruhodné, že obec nemá vedenou gruntovní knihu od svého založení, ale až od roku 1589. Podle ní mělo Vidče od roku 1589 do roku 1600 pouze 10 gruntovníků. Mezi lety 1600 až 1620 jsou zapsány pouze 4 grunty a 5 chalup. Nejdražší pak fojtství s mlýnem, které bylo připsáno Martinu Hrbáčovi roku 1607 v ceně 200 zlatých. Ostatní zápisy starších usedlostí spadají do období třicetileté války 1618-1648: od roku 1620 do roku 1626 bylo připsáno 8 gruntů a 3 chalupy, roku 1647 bylo připsáno 20 chalup. Roku 1676 bylo v obci 53 domů, fojtství, 18 gruntů a 34 chalup. Další uvádějí:
- roku 1790 191 domů a 920 obyvatel,
- roku 1834 180 domů a 1350 obyvatel,
- roku 1890 246 domů, 257 rodin a 1459 obyvatel,
- roku 1900 250 domů a 1633 obyvatel.

Poddanské poměry byly dosti tvrdé, protože právě videčský fojt Jakub Hrbáč vedl povstalce Rožnovska proti vrchnosti v roce 1621. A jaké byly daně: z gruntu se odváděly vrchnosti o svatém Jiřím, o svatém Janu a svatém Václavu jako jinde na rožnovském panství. V gruntovních knihách je též zapsáno, že sedláci a chalupníci robotovali. Obec platila ještě desátek, peníze i naturálie rožnovskému faráři do doby než byla přifařena do Zubří. Až v roce 1894 si obyvatelé obce řídili přičiněním místního nadučitele Hynka Kašlíka „Jednotu pro vystavění kostela“. Kostel byl za vybrané peníze postaven a vysvěcen roku 1915.
Od roku 1310 je jmenován v obci fojt. Fojtství bylo vždy na čísle 40. Videčští fojti požívali vážnosti nejen v obci, ale i v jejím okolí. Nejdéle se udržel na fojtství rod Mikulenků. Posledním fojtem ve Vidči byl Pilečka. Na přelomu století byl na fojtství hostinec. Obec měla i purkmistra, později starostu, který se o rozkvět obce opravdu staral. Obec neměla nikdy znak, ale pečeť s nápisem „Obec Widče“.
Ve Vidči nežili jen rolníci, ale i řemeslníci. V roce 1900 bylo v obci 9 oprávněných řemeslníků, 3 kupci, 2 hospody, 3 nálevny a mlýn. Na kopci Vápenka se lámal od roku 1602 vápenec a pálilo se z něho vápno. Na kopci Svatoňku se kopala kdysi železná ruda, která se zpracovávala na železných hamrech v Zubří. Také zde před časem žili četní tkalci a obchodovalo se s dřívím. V 19. století se živilo hodně rodin pašováním tabáku z Uher na Moravu. Ve Vidči žijí některé rodiny více než 200 let. Jsou to rody: Hajný, Mikulenka, Jurča, Mandula, Mičkal, Mičola, Neřád, Škrobák, Vala, Vaculín. Jméno Mikulenka se uvádí už v roce 1676.

## Obyvatelstvo
| Rok            | 1869  | 1880  | 1890  | 1900  | 1910  | 1921  | 1930  | 1950  | 1961  | 1970  | 1980  | 1991  | 2001  | 2011  | 2021  |
| -------------- | ----- | ----- | ----- | ----- | ----- | ----- | ----- | ----- | ----- | ----- | ----- | ----- | ----- | ----- | ----- |
| Počet obyvatel | 1 437 | 1 504 | 1 459 | 1 633 | 1 749 | 1 462 | 1 686 | 1 563 | 1 606 | 1 597 | 1 490 | 1 424 | 1 600 | 1 647 | 1 673 |
| Počet domů     | 216   | 235   | 246   | 249   | 229   | 234   | 291   | 347   | 328   | 368   | 388   | 464   | 518   | 560   | 608   |

## Obecní správa

### Obecní symboly
Znak a vlajka byly obci uděleny rozhodnutím předsedy Poslanecké sněmovny Parlamentu České republiky dne 31. května 2005.

## Vybavenost obce
Do organizací zřízených obcí patří základní škola, mateřská škola, pošta, knihovna a jednotka svazu dobrovolných hasičů. Od roku 1998 vychází v obci dvouměsíčník Zpravodaj obce Vidče.

## Pamětihodnosti
- Kostel svatého Cyrila a Metoděje
- Zvonička

## Galerie

Vidče
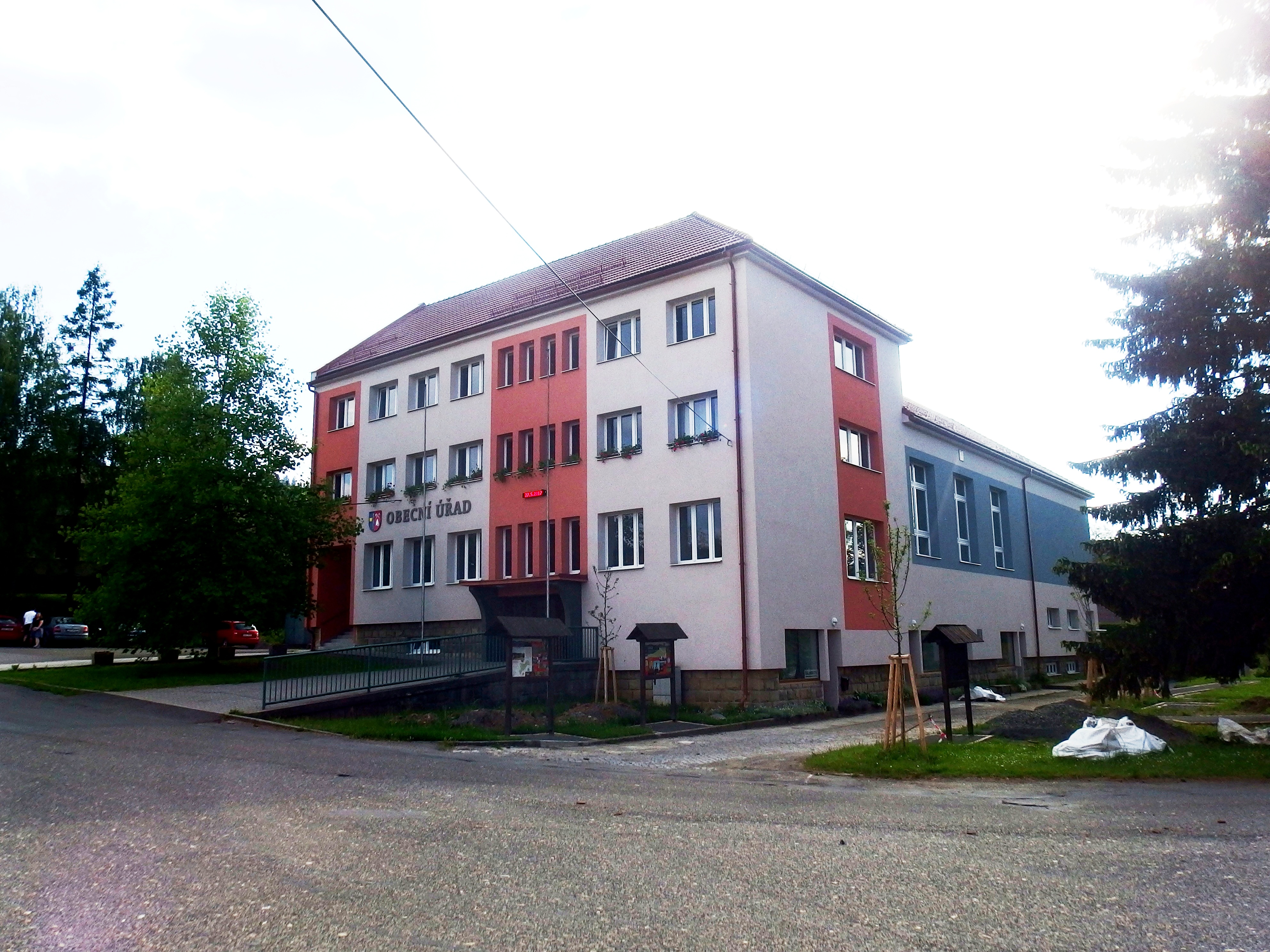
Obecní úřad
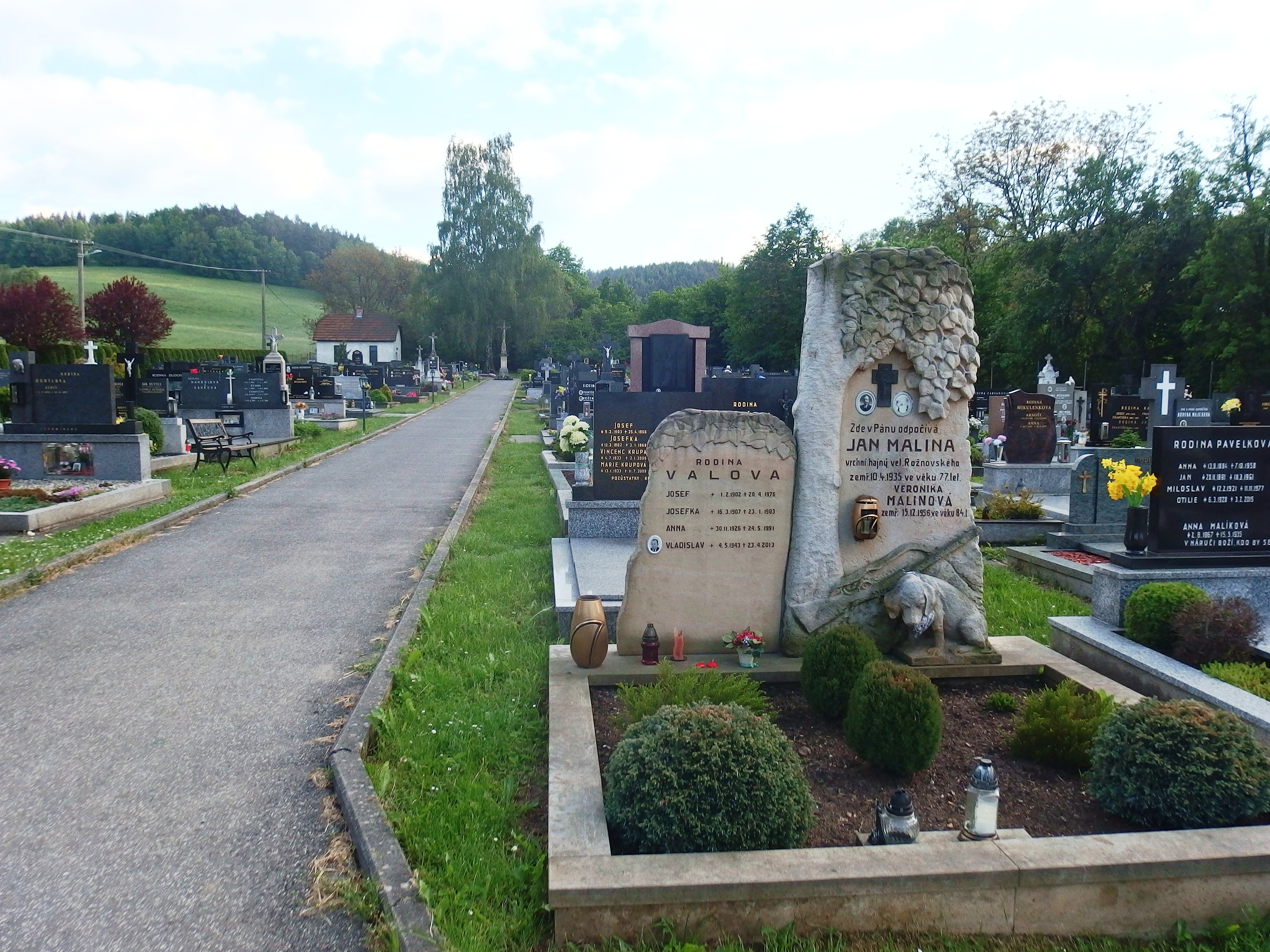
Hřbitov
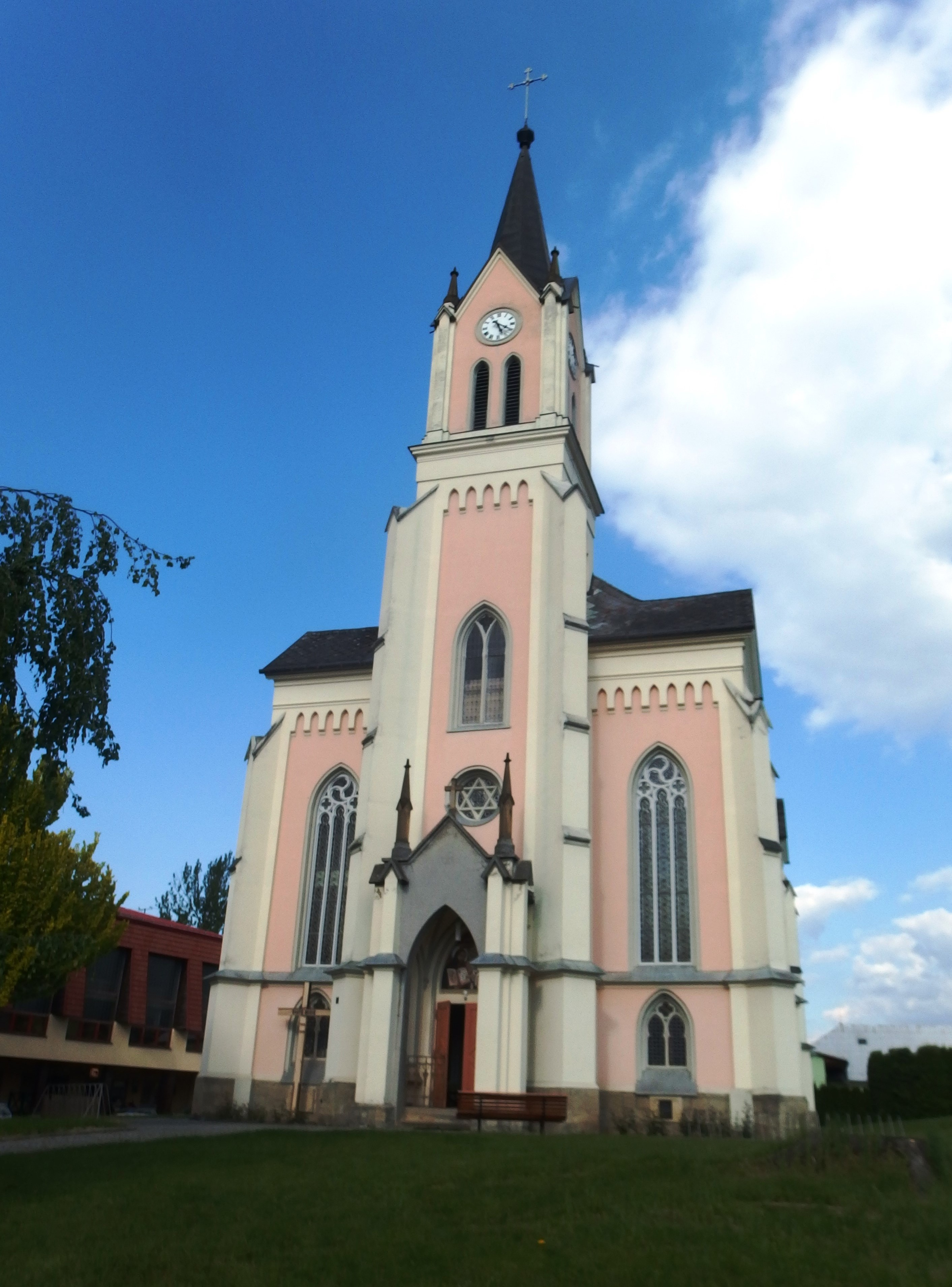
Kostel
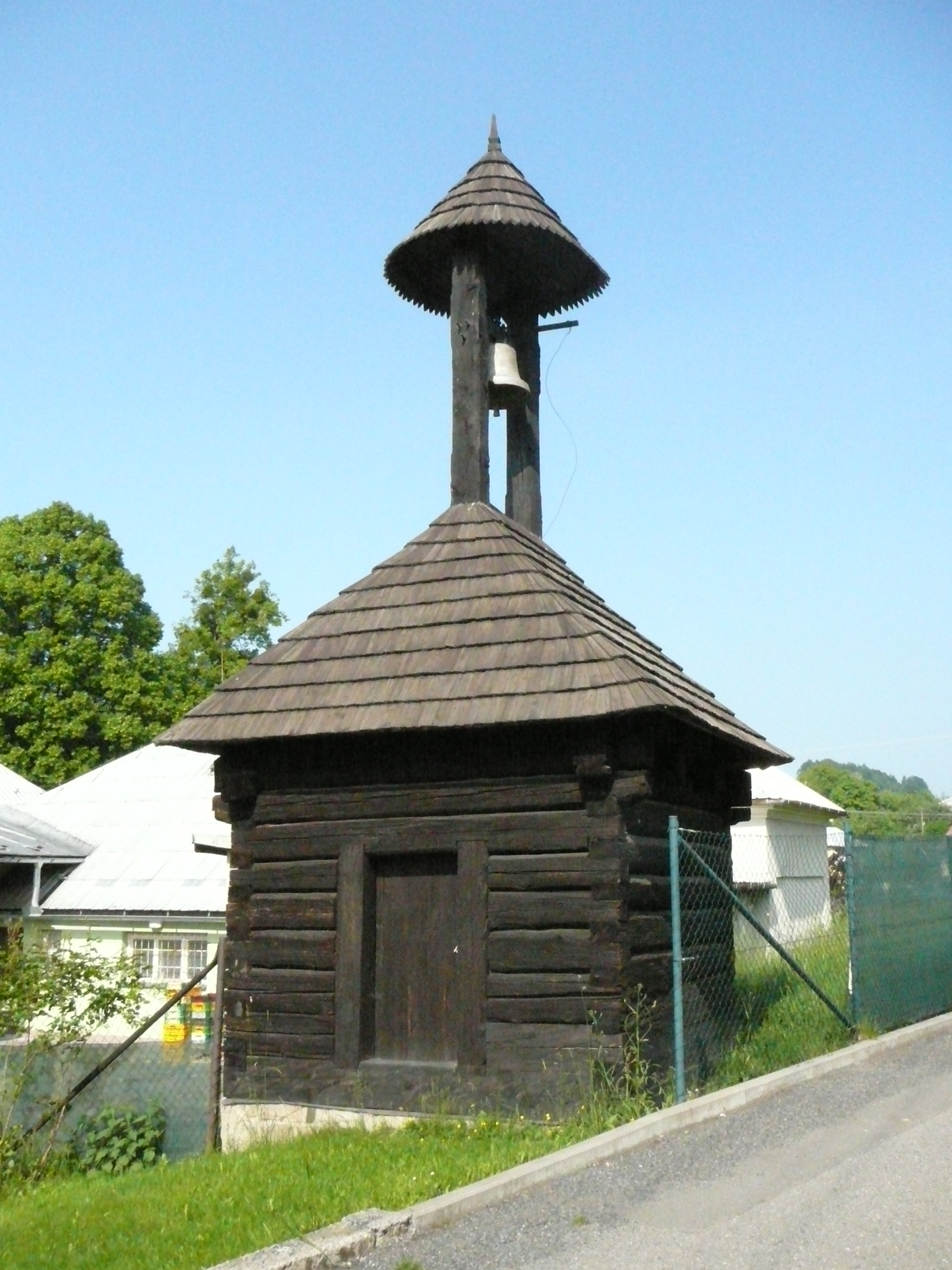
Zvonička
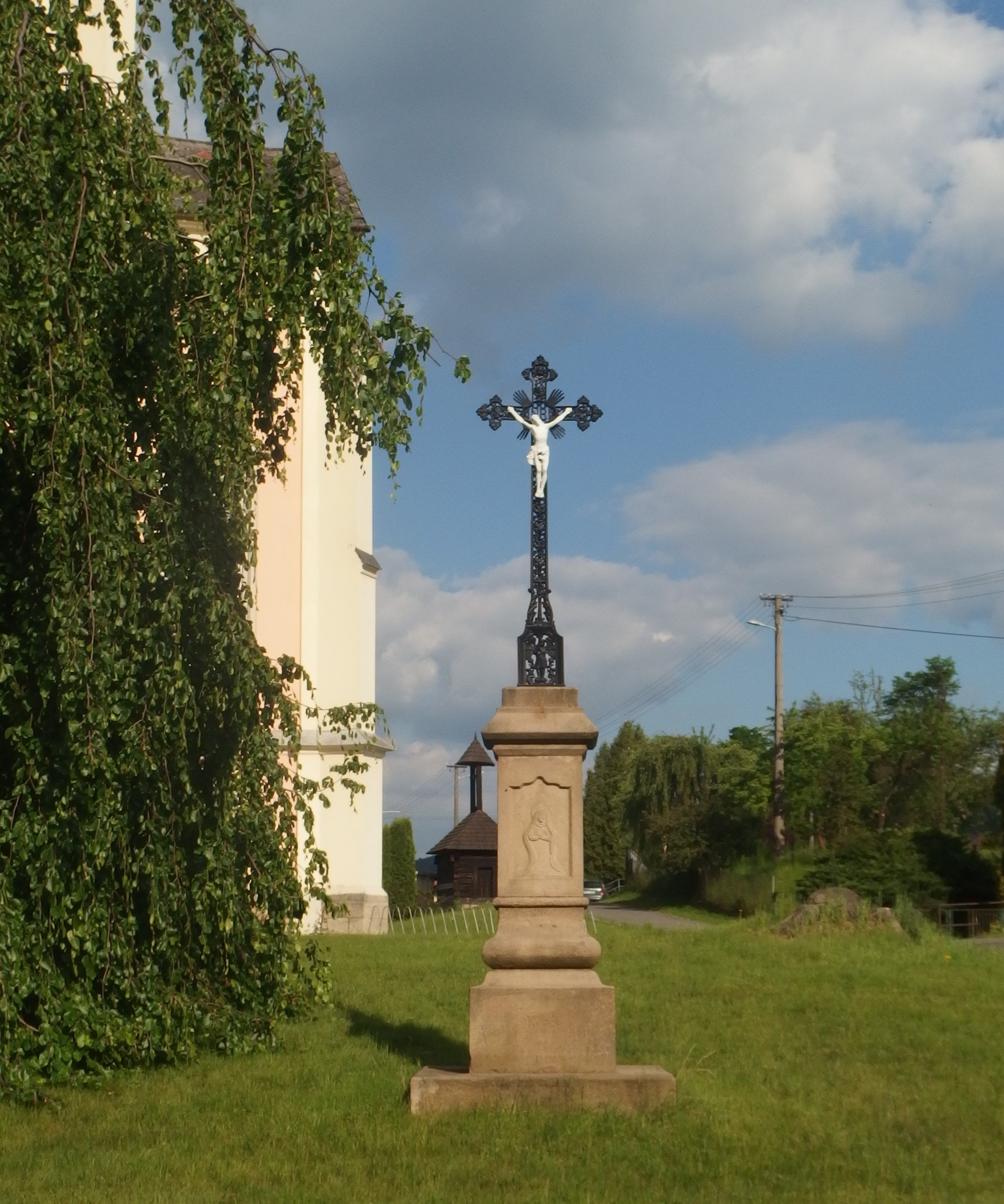
Kříž
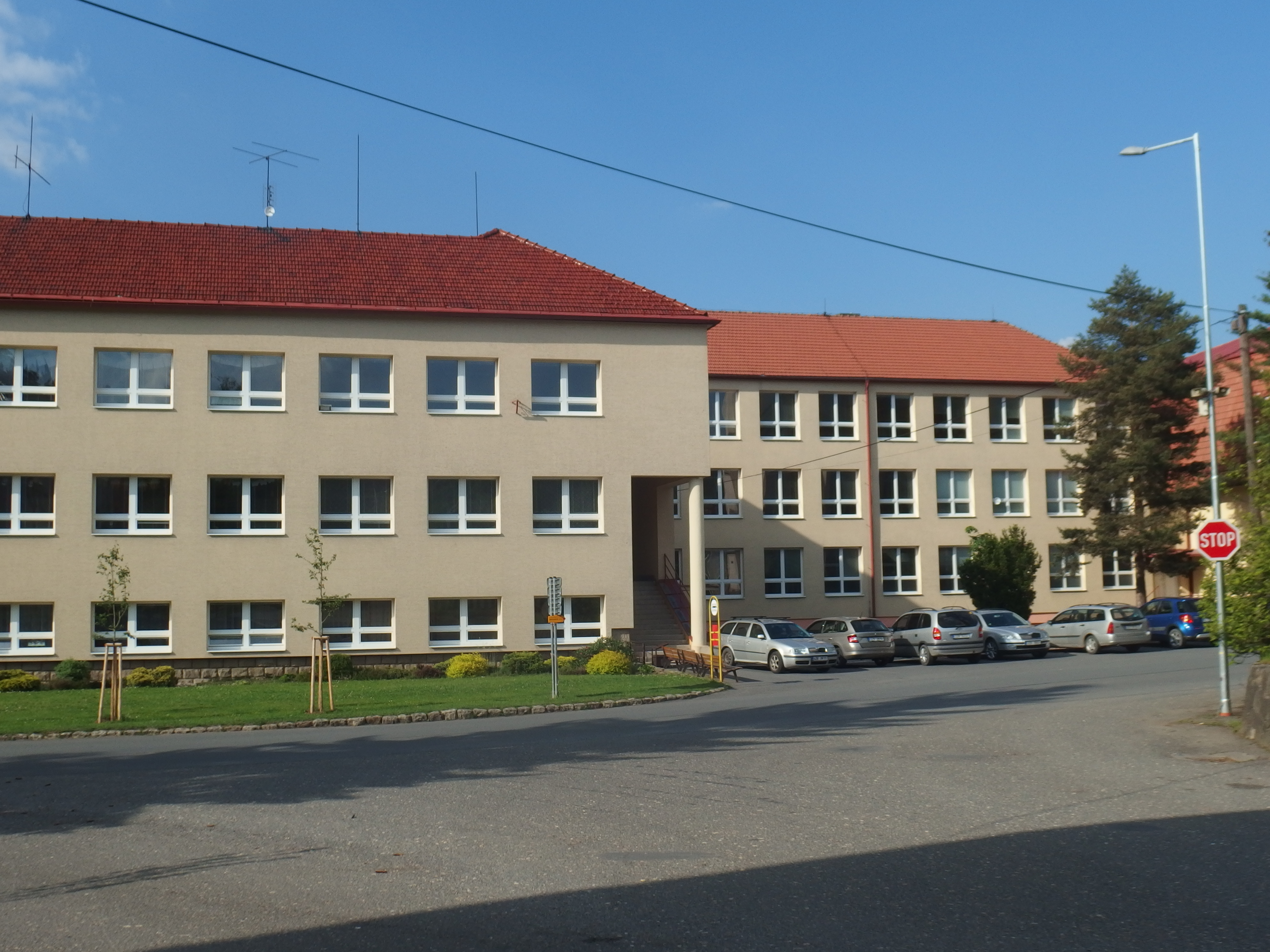
Škola
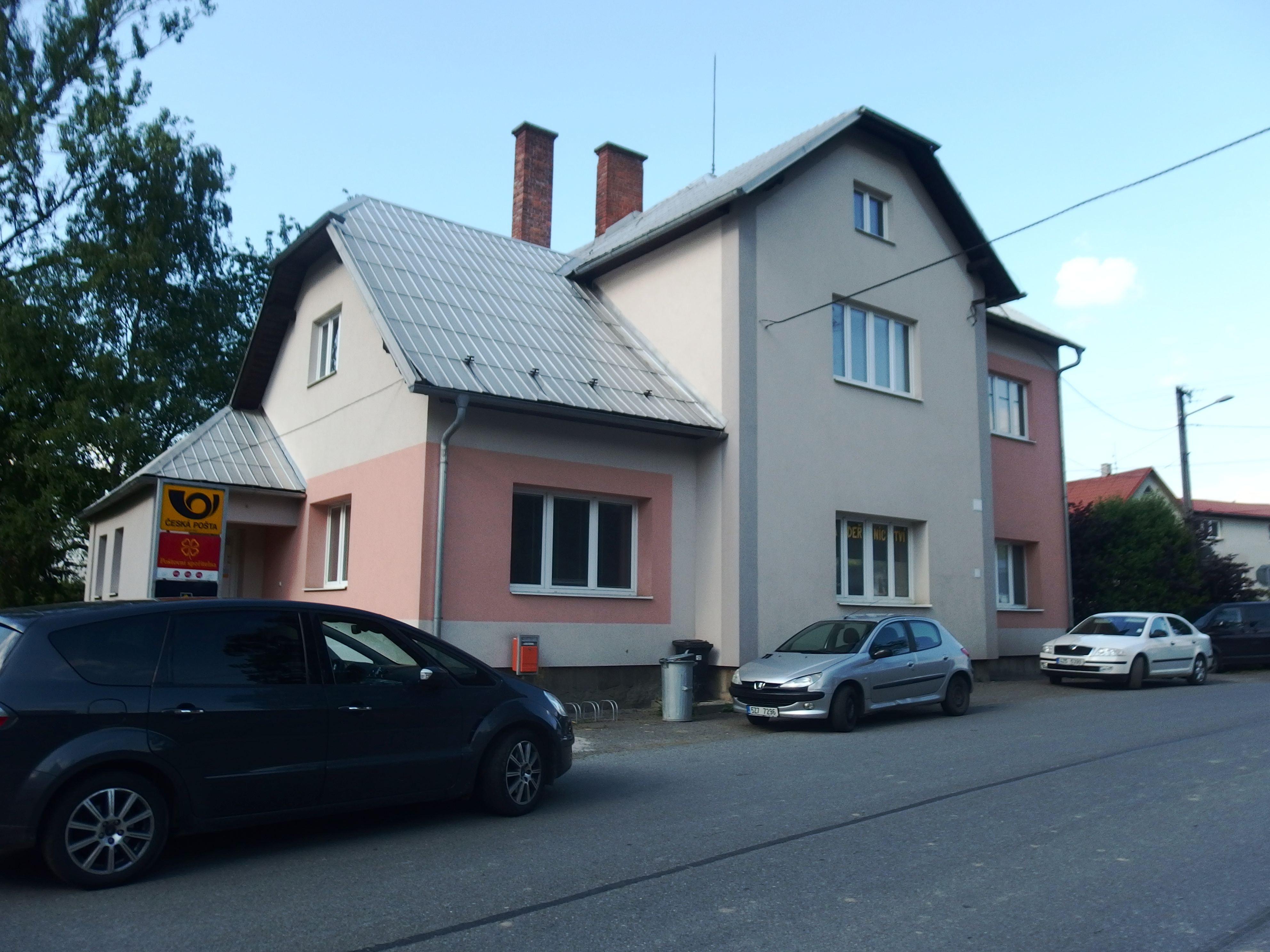
Pošta
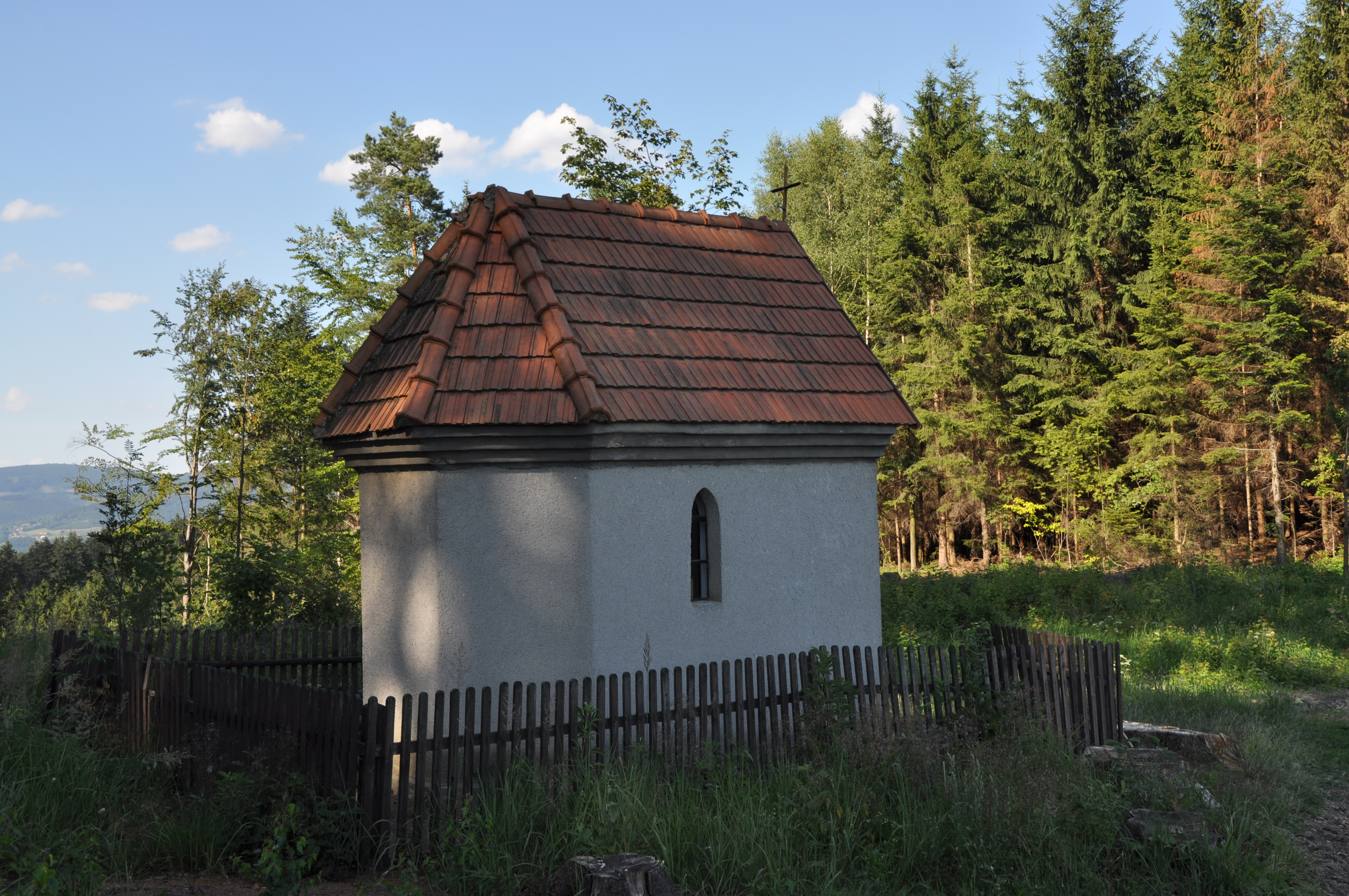
Kaplička